# Tony Yeboah
Anthony "Tony" Yeboah nació el 6 de junio de 1966 en Kumasi, Ghana, y es un exfutbolista ghanés que militó en el 1. FC Saarbrücken, Eintracht Fráncfort, Leeds United, Hamburger SV y Al-Ittihad. Está considerado como uno de los mejores jugadores y máximos goleadores de la historia de Ghana y del fútbol africano en general. Defendió la camiseta nacional de su país durante diez años y disputó 3 Copas de África durante la década de los 90.

## Carrera
Yeboah comenzó a jugar al fútbol a los 12 años en el Kotoko Babies, filial del Kumasi Asante Kotoko. Consagrándose como uno de los mejores jugadores de su equipo, lideró a Kumasi Cornestones a la clasificación de la competición africana del oeste (WAFU) en 1986. Posteriormente, ficharía por el Okwahu Utd, donde permanecería hasta 1988.
Ese año, fue contratado por el 1. FC Saarbrücken, conjunto de la segunda división alemana. Este traspaso fue histórico, ya que se convirtió en el segundo jugador de raza negra en jugar en la Bundesliga tras Anthony Baffoe, también de Ghana. Tras dos temporadas en el Saarbrücken, donde anotó 26 goles en 65 partidos, fichó por el Eintracht Fráncfort. En Fráncfort, Yeboah se desapó como futbolista, dejando claro su tremendo olfato goleador, siendo el máximo artillero de la liga en la temporada 1992/93, compartiendo dicho honor con Ulf Kirsten, ambos anotando 20 goles. Con ello, Yeboah se convirtió en el primer jugador negro en ser el máximo goleador de la Bundesliga. En la temporada siguiente, volvió a demostrar su nivel de cara a puerta, siendo nuevamente el máximo goleador con 18 tantos, esta vez compartiéndolo con Stefan Kuntz.
Por entonces, Yeboah era uno de los jugadores más prominentes de la liga alemana, hasta que su carrera en el Eintrach dio un giro tras la llegada al banquillo de Jupp Heynckes, con el que tuvo muchas diferencias incluso relacionadas con su raza. Tras el apoyo de los directivos al entrenador, Yeboah tuvo que buscarse la vida fuera de Frankfurt, fichando en 1995 por el Leeds United de la Premier League. Su paso por Inglaterra fue dulce, siendo recordado en parte por sus fantásticos goles ante el Wimbledon (posteriormente votado como el mejor gol de la temporada) y Liverpool, y su triplete ante el AS Mónaco en la Copa de la UEFA. En su primera campaña, Yeboah fue elegido el mejor jugador de la temporada del Leeds United, siendo primer no-británico en conseguirlo.
Debido al nivel mostrado en el Leeds, el Eintracht Fráncfort quiso repescarle de nuevo tras la marcha de Heynckes, pero las pretensiones económicas exigidas por el conjunto inglés no eran demasiado viables para los alemanes, que lógicamente se arrepentían de su error de traspasarle. Tras marcar 33 tantos en 62 partidos, Yeboah dejó el Leeds en 1997 para fichar por el Hamburgo, donde anotó 28 goles en 100 encuentros, lejos de mostrar su mejor rendimiento.
En 2001, Yeboah decidió marcharse al Al-Ittihad de Catar en vistas de un retiro dorado. En el conjunto asiático ganó la liga y la copa doméstica, siendo nombrado el mejor jugador de la temporada. En 2002 y con 36 años, decidió colgar las botas tras una carrera más que brillante.

## Controversia sobre su edad
En 2012 admitió que cuando ingresó por primera vez a Alemania Occidental lo hizo usando un pasaporte ghanés falsificado, en el cual figuraba el año 1964 como su fecha de nacimiento. De acuerdo a su testimonio, la adulteración de su edad fue realizada en su país de origen, dado que de esa manera podía acelerar su pasaje de las categorías juveniles amateurs a las categorías mayores profesionales. Su caso es uno de los pocos en el fútbol donde un jugador se atribuye más edad de la que realmente tiene, cuando lo habitual es lo contrario. 